# Municipio de Clay (condado de Spencer)
El municipio de Clay (en inglés: Clay Township) es un municipio ubicado en el condado de Spencer en el estado estadounidense de Indiana. En el año 2010 tenía una población de 2801 habitantes y una densidad poblacional de 29,04 personas por km².

## Geografía
El municipio de Clay se encuentra ubicado en las coordenadas 38°4′13″N 86°57′20″O / 38.07028, -86.95556. Según la Oficina del Censo de los Estados Unidos, el municipio tiene una superficie total de 96.45 km², de la cual 94,25 km² corresponden a tierra firme y (2,27 %) 2,19 km² es agua.

## Demografía
Según el censo de 2010, había 2801 personas residiendo en el municipio de Clay. La densidad de población era de 29,04 hab./km². De los 2801 habitantes, el municipio de Clay estaba compuesto por el 98,64 % blancos, el 0,21 % eran afroamericanos, el 0,14 % eran amerindios, el 0,36 % eran asiáticos, el 0,36 % eran de otras razas y el 0,29 % eran de una mezcla de razas. Del total de la población el 0,82 % eran hispanos o latinos de cualquier raza.